# Mardicas

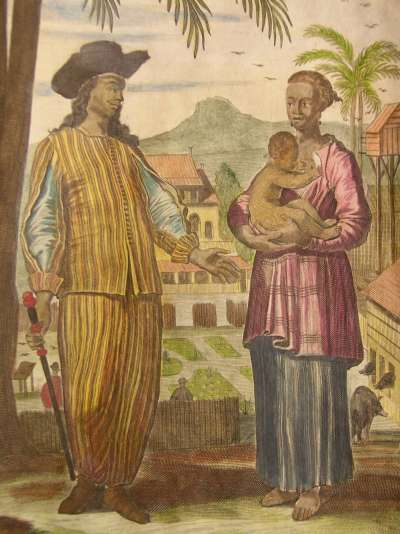
Un mardica y su mujer, detalle. Del libro de viajes A Collection of Voyages and Travels (1704), compilado por Awnsham Churchill y John Churchill.

Los mardicas (en portugués: mardicas; en neerlandés: Mardijker) constituían una comunidad en Batavia (actual Yakarta), entre otras, formada por descendientes de esclavos libertos. Estaban presentes en todos los puestos de comercio de las Indias Orientales.
Eran predominantemente cristianos de varios pueblos nativos de territorios portugueses conquistados y con ascendencia portuguesa. Hablaban una lengua criolla de origen portugués que influyó en la lengua indonesia. Los neerlandeses los llamaban inlandse Christenen ("cristianos indígenas").

## Orígenes históricos generales
Los antepasados de los mardicas fueron esclavos de los portugueses en la India, África y la Península malaya, llevados a Indonesia por la Compañía Neerlandesa de las Indias Orientales, especialmente después de la conquista de Malaca por parte de los Países Bajos en 1641, en la que fueron capturados los lusoparlantes de la ciudad. También hubo mardicas provenientes de Pampanga (Luzón), llamados Papangers por los neerlandeses.
El término Mardijker es una corrupción neerlandesa de mardica, a su vez la forma portuguesa del sánscrito Mahardahika, «rico, próspero y poderoso». En el archipiélago malayo, este término pasó a referirse a un esclavo liberto. Los colonialistas neerlandeses lo usaron de forma más general para describir a los esclavos libertos que fueran de sangre pura asiática [o quizá africana], es decir, zwarten («negros»).
El censo de 1699 en Batavia muestra la siguiente distribución de la población:
| 3679 | chinos   |
| 2407 | mardicas |
| 1783 | europeos |
| 670  | mestizos |
| 867  | otros    |

En general, los mardicas se aferraron a su fe católica y siguieron asistiendo a la iglesia católica portuguesa de Batavia, aunque muchos acabaron siendo bautizados por la Iglesia reformada neerlandesa. Fueron legalmente reconocidos por la Compañía Neerlandesa de las Indias Orientales (VOC) como un grupo étnico propio, y se mantuvieron separados de los javaneses nativos. Durante la era de la VOC había un grado considerable de mestizaje con los indos en la historia precolonial, que también eran a menudo de ascendencia portuguesa. Durante la era colonial, los mardicas acabaron asimilándose por completo en la comunidad pueblo indo euroasiático y dejaron de tener la consideración de grupo étnico propio.

## Transición
Entre los siglos XVIII y XIX intercambiaron su lengua criolla de origen portugués con una lengua criolla de origen malayo, el idioma betawi (Bahasa Betawi). En la actualidad, hablan indonesio, el idioma nacional de Indonesia, y solamente se expresan en betawi en contextos informales. La antigua lengua criolla sobrevive en las letras de canciones antiguas de los géneros Keroncong Moresco y Keroncong Tugu. En una parte de Yakarta denominada Kampung Tugu, se permitió a los mardicas instalarse tras obtener su libertad, y hasta el día de hoy mantiene sus características portuguesas. Históricamente, los mardicas también se habían establecido en el distrito de Roa Malaca de Batavia, cerca de Kali besar; sin embargo, pocos edificios históricos permanecen en lo que había sido un distrito histórico.
Algunos apellidos comunes entre los mardicas son De Fretes, Ferrera, De Mello, Gomes, Gonsalvo, Cordero, De Dias, De Costa, Soares, Rodrigo, De Pinto, Perreira y De Silva. Algunas familias adoptaron asimismo apellidos neerlandeses como Willems, Michiels, Bastiaans, Pieters, Jansz, Fransz y Davidts.
Cuando los indonesios lucharon por la independencia de los Países Bajos, emplearon el lema Merdeka («Libertad»), que comparte etimología con mardica/Mardijker. Esta palabra también tuvo una considerable significación política en Malasia y Singapur.
El término Mardijkers también se he empleado para designar a los soldados belanda hitam (Zwarte Hollanders «holandeses negros»), reclutados en Ghana para servir en el ejército colonial (KNIL) y que obtuvieron posteriormente la libertad.